# Єлизаветівська сільська рада (Лозівський район)
Єлизаве́тівська сільська́ ра́да — адміністративно-територіальна одиниця та орган місцевого самоврядування в Лозівському районі Харківської області. Адміністративний центр — село Єлизаветівка.

## Загальні відомості
Єлизаветівська сільська рада утворена в 1991 році. Входила до складу Краснопавлівської селищної ради у 1972 році.
- Територія ради: 64,215 км²
- Населення ради: 1 165 осіб (станом на 2001 рік)

## Населені пункти
Сільській раді були підпорядковані населені пункти:
- с. Єлизаветівка

## Склад ради
Рада складалася з 12 депутатів та голови.
- Голова ради: Артеменко Лариса Василівна
- Секретар ради: Гаркавенко Лариса Вікторівна

### Керівний склад попередніх скликань
| Прізвище, ім'я, по батькові  | Основні відомості                                                                       | Дата обрання | Дата звільнення |
| ---------------------------- | --------------------------------------------------------------------------------------- | ------------ | --------------- |
| Плотніков Віктор Олексійович | Сільський голова, 1949 року народження, безпартійний                                    | 26.03.2006   | 01.02.2008      |
| Терещенко Людмила Вікторівна | Сільський голова, 1966 року народження                                                  | 01.06.2008   | 31.10.2010      |
| Артеменко Лариса Василівна   | Сільський голова, 1964 року народження, освіта середня спеціальна, член Партії регіонів | 31.10.2010   |                 |

Примітка: таблиця складена за даними сайту Верховної Ради України

### Депутати
За результатами місцевих виборів 2010 року депутатами ради стали:

#### За суб'єктами висування
| Суб'єкт висування           | Кількість обраних депутатів | %    |
| --------------------------- | --------------------------- | ---- |
| Партія регіонів             | 5                           | 41,7 |
| Комуністична партія України | 4                           | 33,3 |
| Самовисування               | 3                           | 25   |

#### За округами
| № округу                    | Прізвище, ім'я, по батькові       | Дата визнання обраним | Освіта             | Партійна приналежність            | Відомості про обраного депутата                               |
| --------------------------- | --------------------------------- | --------------------- | ------------------ | --------------------------------- | ------------------------------------------------------------- |
| Комуністична партія України |                                   |                       |                    |                                   |                                                               |
| 1                           | Житомирець Ольга Григорівна       | 15.11.2010            | вища               | член Комуністичної партії України | тимчасово не працює                                           |
| 2                           | Курочка Олександр Семенович       | 05.11.2010            | середня            | позапартійний                     | пенсіонер                                                     |
| 5                           | Рижкова Валентина Семенівна       | 05.11.2010            | вища               | позапартійна                      | Єлизаветівський НВК, вихователь                               |
| 10                          | Ватаманюк Антоніна Іллівна        | 05.11.2010            | середня            | позапартійна                      | Тер. центр соц. обслуговування Лозівської РДА, соц. працівник |
| Партія регіонів             |                                   |                       |                    |                                   |                                                               |
| 3                           | Покидько Наталія Іванівна         | 05.11.2010            | середня            | позапартійна                      | Краснопавлівське КХП, охоронець                               |
| 4                           | Немеш Тетяна Сергіївна            | 05.11.2010            | середня            | позапартійна                      | тимчасово не працює                                           |
| 7                           | Садовнича Наталія Іванівна        | 05.11.2010            | середня спеціальна | позапартійна                      | Єлизаветівська АСЛ, молодша медсестра                         |
| 9                           | Чередниченко Валентина Олексіївна | 05.11.2010            | вища               | позапартійна                      | Смирнівська філія ЦБС, бібліотекар                            |
| 11                          | Шкуренко Валентина Анатоліївна    | 05.11.2010            | середня            | позапартійна                      | тимчасово не працює                                           |
| Самовисування               |                                   |                       |                    |                                   |                                                               |
| 6                           | Гаркавенко Лариса Вікторівна      | 05.11.2010            | середня спеціальна | позапартійна                      | Єлизаветівська сільська рада, секретар ради                   |
| 8                           | Кагадій Тетяна Іванівна           | 09.01.2011            | середня            | член Партії регіонів              | Лозівське КП «Теплові мережі», оператор котельні              |
| 12                          | Костюк Людмила Олексіївна         | 05.11.2010            | середня            | позапартійна                      | Лозівське КП «Теплові мережі», оператор котельні              |